# Danh sách tiểu hành tinh: 14401–14500
| Tên                | Tên đầu tiên | Ngày phát hiện       | Nơi phát hiện          | Người phát hiện               |
| ------------------ | ------------ | -------------------- | ---------------------- | ----------------------------- |
| 14401 -            | 1990 XV      | 15 tháng 12 năm 1990 | Kitami                 | K. Endate, K. Watanabe        |
| 14402 -            | 1991 DB      | 18 tháng 2 năm 1991  | Palomar                | E. F. Helin                   |
| 14403 -            | 1991 GM8     | 8 tháng 4 năm 1991   | La Silla               | E. W. Elst                    |
| 14404 -            | 1991 NQ6     | 11 tháng 7 năm 1991  | La Silla               | H. Debehogne                  |
| 14405 -            | 1991 PE8     | 5 tháng 8 năm 1991   | Palomar                | H. E. Holt                    |
| 14406 -            | 1991 PP8     | 5 tháng 8 năm 1991   | Palomar                | H. E. Holt                    |
| 14407 -            | 1991 PQ8     | 5 tháng 8 năm 1991   | Palomar                | H. E. Holt                    |
| 14408 -            | 1991 PC16    | 6 tháng 8 năm 1991   | Palomar                | H. E. Holt                    |
| 14409 -            | 1991 RM1     | 5 tháng 9 năm 1991   | Siding Spring          | R. H. McNaught                |
| 14410 -            | 1991 RR1     | 7 tháng 9 năm 1991   | Kushiro                | S. Ueda, H. Kaneda            |
| 14411 Clérambault  | 1991 RE2     | 6 tháng 9 năm 1991   | Haute Provence         | E. W. Elst                    |
| 14412 Wolflojewski | 1991 RU2     | 9 tháng 9 năm 1991   | Tautenburg Observatory | L. D. Schmadel, F. Börngen    |
| 14413 Geiger       | 1991 RT3     | 5 tháng 9 năm 1991   | Tautenburg Observatory | F. Börngen, L. D. Schmadel    |
| 14414 -            | 1991 RF6     | 13 tháng 9 năm 1991  | Palomar                | H. E. Holt                    |
| 14415 -            | 1991 RQ7     | 13 tháng 9 năm 1991  | Kushiro                | S. Ueda, H. Kaneda            |
| 14416 -            | 1991 RU7     | 8 tháng 9 năm 1991   | Harvard Observatory    | Oak Ridge Observatory         |
| 14417 -            | 1991 RN13    | 13 tháng 9 năm 1991  | Palomar                | H. E. Holt                    |
| 14418 -            | 1991 RU16    | 15 tháng 9 năm 1991  | Palomar                | H. E. Holt                    |
| 14419 -            | 1991 RK23    | 15 tháng 9 năm 1991  | Palomar                | H. E. Holt                    |
| 14420 Massey       | 1991 SM      | 30 tháng 9 năm 1991  | Siding Spring          | R. H. McNaught                |
| 14421 -            | 1991 SA1     | 30 tháng 9 năm 1991  | Siding Spring          | R. H. McNaught                |
| 14422 -            | 1991 SK2     | 16 tháng 9 năm 1991  | Palomar                | H. E. Holt                    |
| 14423 -            | 1991 SM2     | 16 tháng 9 năm 1991  | Palomar                | H. E. Holt                    |
| 14424 Laval        | 1991 SR3     | 30 tháng 9 năm 1991  | Kitt Peak              | Spacewatch                    |
| 14425 -            | 1991 TJ2     | 13 tháng 10 năm 1991 | Nyukasa                | M. Hirasawa, S. Suzuki        |
| 14426 -            | 1991 UO2     | 29 tháng 10 năm 1991 | Kitami                 | K. Endate, K. Watanabe        |
| 14427 -            | 1991 VJ2     | 9 tháng 11 năm 1991  | Kushiro                | S. Ueda, H. Kaneda            |
| 14428 Lazaridis    | 1991 VM12    | 8 tháng 11 năm 1991  | Kitt Peak              | Spacewatch                    |
| 14429 Coyne        | 1991 XC      | 3 tháng 12 năm 1991  | Palomar                | C. S. Shoemaker, D. H. Levy   |
| 14430 -            | 1992 CH      | 10 tháng 2 năm 1992  | Uenohara               | N. Kawasato                   |
| 14431 -            | 1992 DX8     | 29 tháng 2 năm 1992  | La Silla               | UESAC                         |
| 14432 -            | 1992 EA6     | 2 tháng 3 năm 1992   | La Silla               | UESAC                         |
| 14433 -            | 1992 EE8     | 2 tháng 3 năm 1992   | La Silla               | UESAC                         |
| 14434 -            | 1992 ER11    | 6 tháng 3 năm 1992   | La Silla               | UESAC                         |
| 14435 -            | 1992 ED13    | 2 tháng 3 năm 1992   | La Silla               | UESAC                         |
| 14436 -            | 1992 FC2     | 23 tháng 3 năm 1992  | Kitami                 | K. Endate, K. Watanabe        |
| 14437 -            | 1992 GD3     | 4 tháng 4 năm 1992   | La Silla               | E. W. Elst                    |
| 14438 MacLean      | 1992 HC2     | 27 tháng 4 năm 1992  | Kitt Peak              | Spacewatch                    |
| 14439 -            | 1992 RE2     | 2 tháng 9 năm 1992   | La Silla               | E. W. Elst                    |
| 14440 -            | 1992 RF5     | 2 tháng 9 năm 1992   | La Silla               | E. W. Elst                    |
| 14441 -            | 1992 SJ      | 21 tháng 9 năm 1992  | Kitami                 | M. Yanai, K. Watanabe         |
| 14442 -            | 1992 SR25    | 30 tháng 9 năm 1992  | Palomar                | H. E. Holt                    |
| 14443 -            | 1992 TV      | 1 tháng 10 năm 1992  | Kitami                 | M. Yanai, K. Watanabe         |
| 14444 -            | 1992 TG1     | 2 tháng 10 năm 1992  | Dynic                  | A. Sugie                      |
| 14445 -            | 1992 UZ3     | 16 tháng 10 năm 1992 | Kitami                 | K. Endate, K. Watanabe        |
| 14446 Kinkowan     | 1992 UP6     | 31 tháng 10 năm 1992 | Kagoshima              | M. Mukai, M. Takeishi         |
| 14447 -            | 1992 VL      | 2 tháng 11 năm 1992  | Kitami                 | K. Endate, K. Watanabe        |
| 14448 -            | 1992 VQ      | 2 tháng 11 năm 1992  | Kushiro                | S. Ueda, H. Kaneda            |
| 14449 -            | 1992 WE1     | 16 tháng 11 năm 1992 | Kitami                 | K. Endate, K. Watanabe        |
| 14450 -            | 1992 WZ1     | 18 tháng 11 năm 1992 | Kushiro                | S. Ueda, H. Kaneda            |
| 14451 -            | 1992 WR5     | 27 tháng 11 năm 1992 | Kushiro                | S. Ueda, H. Kaneda            |
| 14452 -            | 1992 WB9     | 25 tháng 11 năm 1992 | Palomar                | H. E. Holt                    |
| 14453 -            | 1993 FV7     | 17 tháng 3 năm 1993  | La Silla               | UESAC                         |
| 14454 -            | 1993 FX17    | 17 tháng 3 năm 1993  | La Silla               | UESAC                         |
| 14455 -            | 1993 FB18    | 17 tháng 3 năm 1993  | La Silla               | UESAC                         |
| 14456 -            | 1993 FK20    | 19 tháng 3 năm 1993  | La Silla               | UESAC                         |
| 14457 -            | 1993 FR23    | 21 tháng 3 năm 1993  | La Silla               | UESAC                         |
| 14458 -            | 1993 FX25    | 21 tháng 3 năm 1993  | La Silla               | UESAC                         |
| 14459 -            | 1993 FY27    | 21 tháng 3 năm 1993  | La Silla               | UESAC                         |
| 14460 -            | 1993 FZ40    | 19 tháng 3 năm 1993  | La Silla               | UESAC                         |
| 14461 -            | 1993 FL54    | 17 tháng 3 năm 1993  | La Silla               | UESAC                         |
| 14462 -            | 1993 GA      | 2 tháng 4 năm 1993   | Kitt Peak              | M. Stockmaster, T. J. Balonek |
| 14463 McCarter     | 1993 GA1     | 15 tháng 4 năm 1993  | Kitt Peak              | Spacewatch                    |
| 14464 -            | 1993 HC1     | 21 tháng 4 năm 1993  | Siding Spring          | R. H. McNaught                |
| 14465 -            | 1993 NB      | 15 tháng 7 năm 1993  | Kiyosato               | S. Otomo                      |
| 14466 Hodge        | 1993 OY2     | 25 tháng 7 năm 1993  | Manastash Ridge        | M. Hammergren                 |
| 14467 -            | 1993 OP3     | 20 tháng 7 năm 1993  | La Silla               | E. W. Elst                    |
| 14468 -            | 1993 OS12    | 19 tháng 7 năm 1993  | La Silla               | E. W. Elst                    |
| 14469 -            | 1993 RK      | 12 tháng 9 năm 1993  | Kitami                 | K. Endate, K. Watanabe        |
| 14470 -            | 1993 RV7     | 15 tháng 9 năm 1993  | La Silla               | E. W. Elst                    |
| 14471 -            | 1993 SG1     | 21 tháng 9 năm 1993  | Siding Spring          | R. H. McNaught                |
| 14472 -            | 1993 SQ14    | 22 tháng 9 năm 1993  | Palomar                | T. B. Spahr                   |
| 14473 -            | 1993 TL17    | 9 tháng 10 năm 1993  | La Silla               | E. W. Elst                    |
| 14474 -            | 1993 TL25    | 9 tháng 10 năm 1993  | La Silla               | E. W. Elst                    |
| 14475 -            | 1993 VT      | 14 tháng 11 năm 1993 | Oizumi                 | T. Kobayashi                  |
| 14476 -            | 1993 XW2     | 14 tháng 12 năm 1993 | Palomar                | PCAS                          |
| 14477 -            | 1994 CN      | 2 tháng 2 năm 1994   | Fujieda                | H. Shiozawa, T. Urata         |
| 14478 -            | 1994 CF2     | 12 tháng 2 năm 1994  | Oizumi                 | T. Kobayashi                  |
| 14479 Plekhanov    | 1994 CQ13    | 8 tháng 2 năm 1994   | La Silla               | E. W. Elst                    |
| 14480 -            | 1994 PU1     | 11 tháng 8 năm 1994  | Kiyosato               | S. Otomo                      |
| 14481 -            | 1994 PO12    | 10 tháng 8 năm 1994  | La Silla               | E. W. Elst                    |
| 14482 -            | 1994 PK15    | 10 tháng 8 năm 1994  | La Silla               | E. W. Elst                    |
| 14483 -            | 1994 PZ22    | 12 tháng 8 năm 1994  | La Silla               | E. W. Elst                    |
| 14484 -            | 1994 PU32    | 12 tháng 8 năm 1994  | La Silla               | E. W. Elst                    |
| 14485 -            | 1994 RK11    | 11 tháng 9 năm 1994  | Kiyosato               | S. Otomo                      |
| 14486 Tuscia       | 1994 TE      | 4 tháng 10 năm 1994  | San Marcello           | L. Tesi, G. Cattani           |
| 14487 -            | 1994 TU2     | 2 tháng 10 năm 1994  | Kitami                 | K. Endate, K. Watanabe        |
| 14488 -            | 1994 TF15    | 13 tháng 10 năm 1994 | Kiyosato               | S. Otomo                      |
| 14489 -            | 1994 UW      | 31 tháng 10 năm 1994 | Nachi-Katsuura         | Y. Shimizu, T. Urata          |
| 14490 -            | 1994 US2     | 31 tháng 10 năm 1994 | Kushiro                | S. Ueda, H. Kaneda            |
| 14491 Hitachiomiya | 1994 VY2     | 4 tháng 11 năm 1994  | Kitami                 | K. Endate, K. Watanabe        |
| 14492 Bistar       | 1994 VM6     | 4 tháng 11 năm 1994  | Kitami                 | K. Endate, K. Watanabe        |
| 14493 -            | 1994 WP3     | 16 tháng 11 năm 1994 | Nachi-Katsuura         | Y. Shimizu, T. Urata          |
| 14494 -            | 1994 YJ2     | 30 tháng 12 năm 1994 | Kushiro                | S. Ueda, H. Kaneda            |
| 14495 -            | 1995 AK1     | 6 tháng 1 năm 1995   | Nyukasa                | M. Hirasawa, S. Suzuki        |
| 14496 -            | 1995 BK4     | 28 tháng 1 năm 1995  | Kushiro                | S. Ueda, H. Kaneda            |
| 14497 -            | 1995 DD      | 20 tháng 2 năm 1995  | Oizumi                 | T. Kobayashi                  |
| 14498 -            | 1995 DO2     | 28 tháng 2 năm 1995  | Colleverde             | V. S. Casulli                 |
| 14499 Satotoshio   | 1995 VR1     | 15 tháng 11 năm 1995 | Kitami                 | K. Endate, K. Watanabe        |
| 14500 Kibo         | 1995 WO7     | 27 tháng 11 năm 1995 | Oizumi                 | T. Kobayashi                  |